# Ponce
Ponce és un municipi de Puerto Rico localitzat al sud de l'illa, també conegut amb els noms de Perla del sur, la Ciudad Señorial, los leones i la Ciudad de la quenepa. Limita al nord amb els municipis d'Utuado i Jayuya, al nord-oest amb Adjuntas, al sud amb el mar Carib, a l'est amb Juana Díaz i l'oest amb Peñuelas. S'estén pel nord fins a la Serralada Central i pel sud fins al mar Carib. Forma part de l'Àrea metropolitana de Ponce.
El nom de Ponce prové de Juan Ponce de León y Loayza, besnet del conqueridor Juan Ponce de León, un dels primers veïns d'aquesta regió
El municipi està dividit en 28 barris: Anón, Bucaná, Canas, Capitanejo, Cerrillos, Coto Laurel, Cuarto, Guaraguao, Machuelo Abajo, Machuelo Arriba, Magueyes, Maragüez, Marueño, Montes Llanos, Playa, Portugués, Primero, Quebrada Limón, Quinto, Real, Sabanetas, San Antón, San Patricio, Segundo, Sexto, Tercero, Tibes i Vayas.

## Cultura
- Teatre La Perla, el segon teatre més antic de la seva categoria a Puerto Rico, inaugurat el 1874 i amb capacitat per 1.047 persones assegudes.[3]
- Museu d'Art de Ponce, promogut pel governador de Puerto Rico, Luis Ferré Aguayo, l'any 1959. El museu alberga Flaming June, la famosa pintura de Frederic Leighton.[4][5]
- Centre Cerimonial Indígena de Tibes, jaciment arqueològic localitzat a Ponce, Puerto Rico. La seva data aproximada es del 1,300 D.C. i va ser un lloc on les cultures indígenes que es van assentar en els seus voltants van utilitzar com a centre cerimonial i observatori astronòmic.[6]

## Galeria

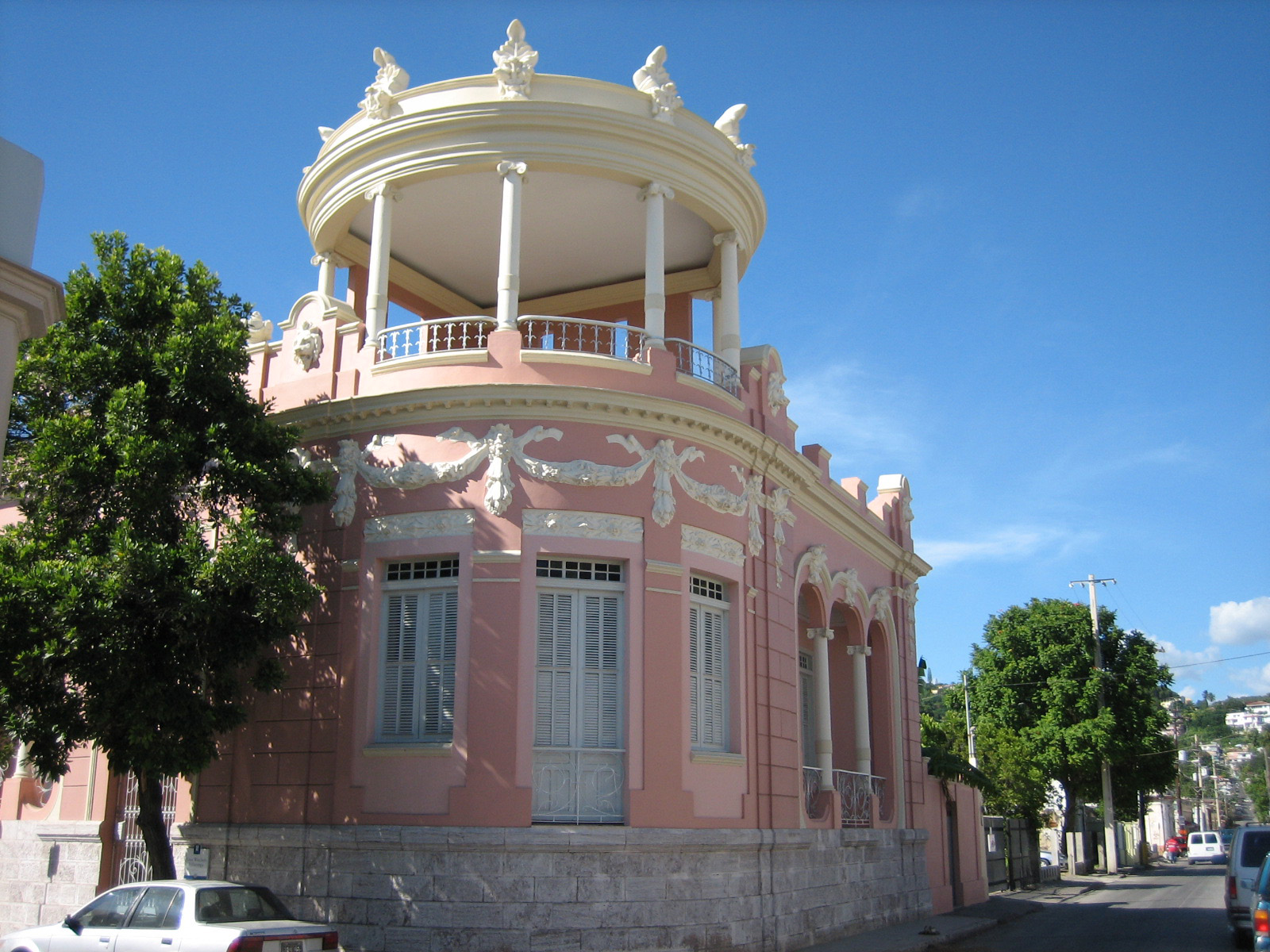
El Museo de la Arquitectura Ponceña, es troba la residència (Casa Wiechers-Villaronga) de 100 anys d'antiguitat, als carrer Reina i Méndez Vigo.
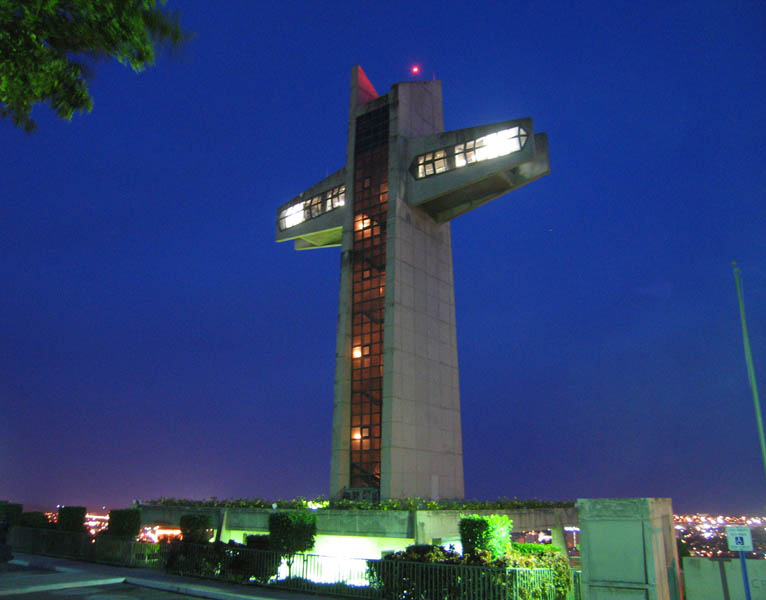
La Cruceta del Vigía alberga un centre turístic a la seva base, una torre vertical de deu pisos i un pont aeri horitzontal amb vistes panoràmiques de la ciutat de Ponce i el Mar Caribe.
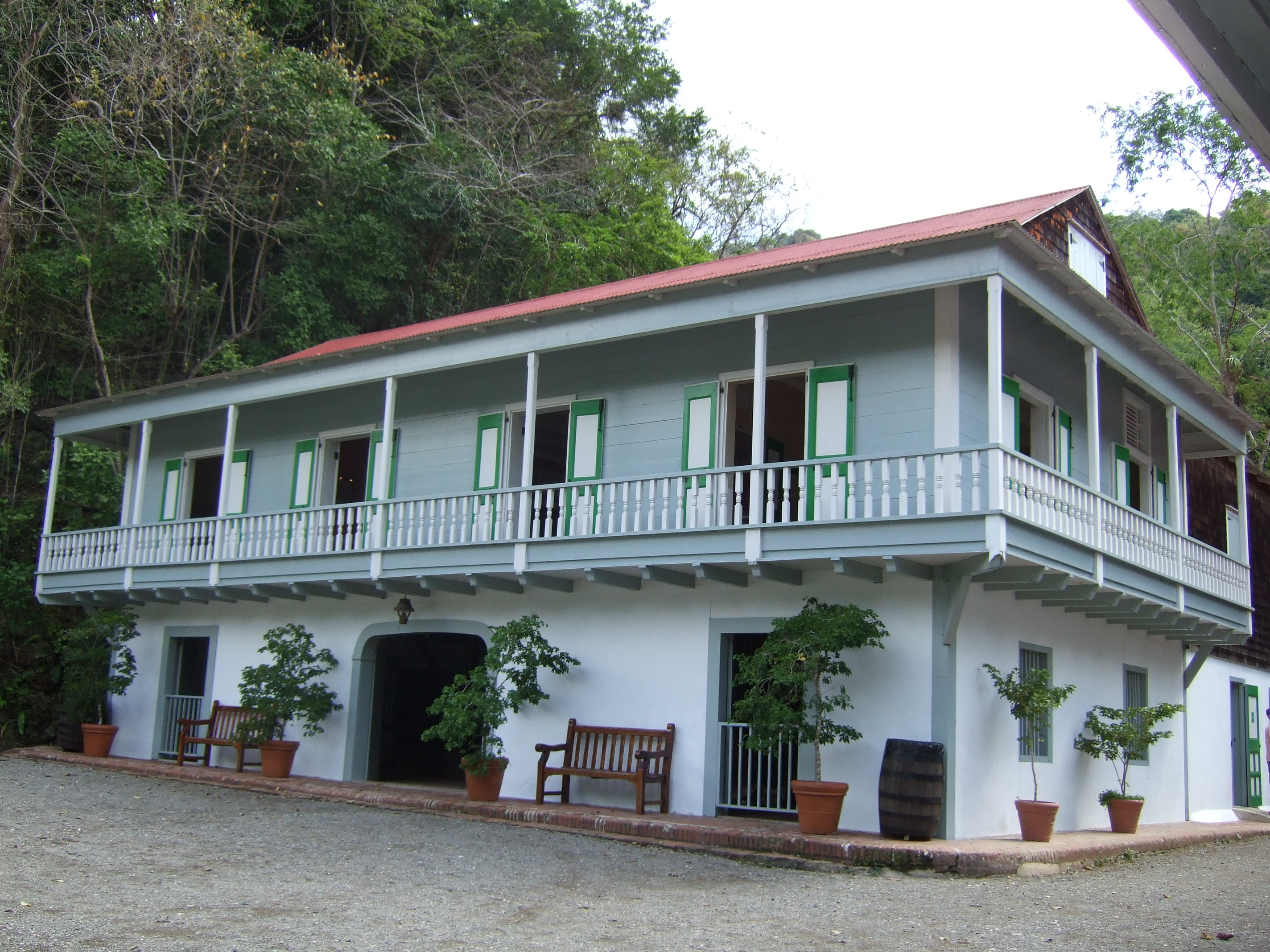
Hacienda Buena Vista - antiga plantació de cafè de Ponce.
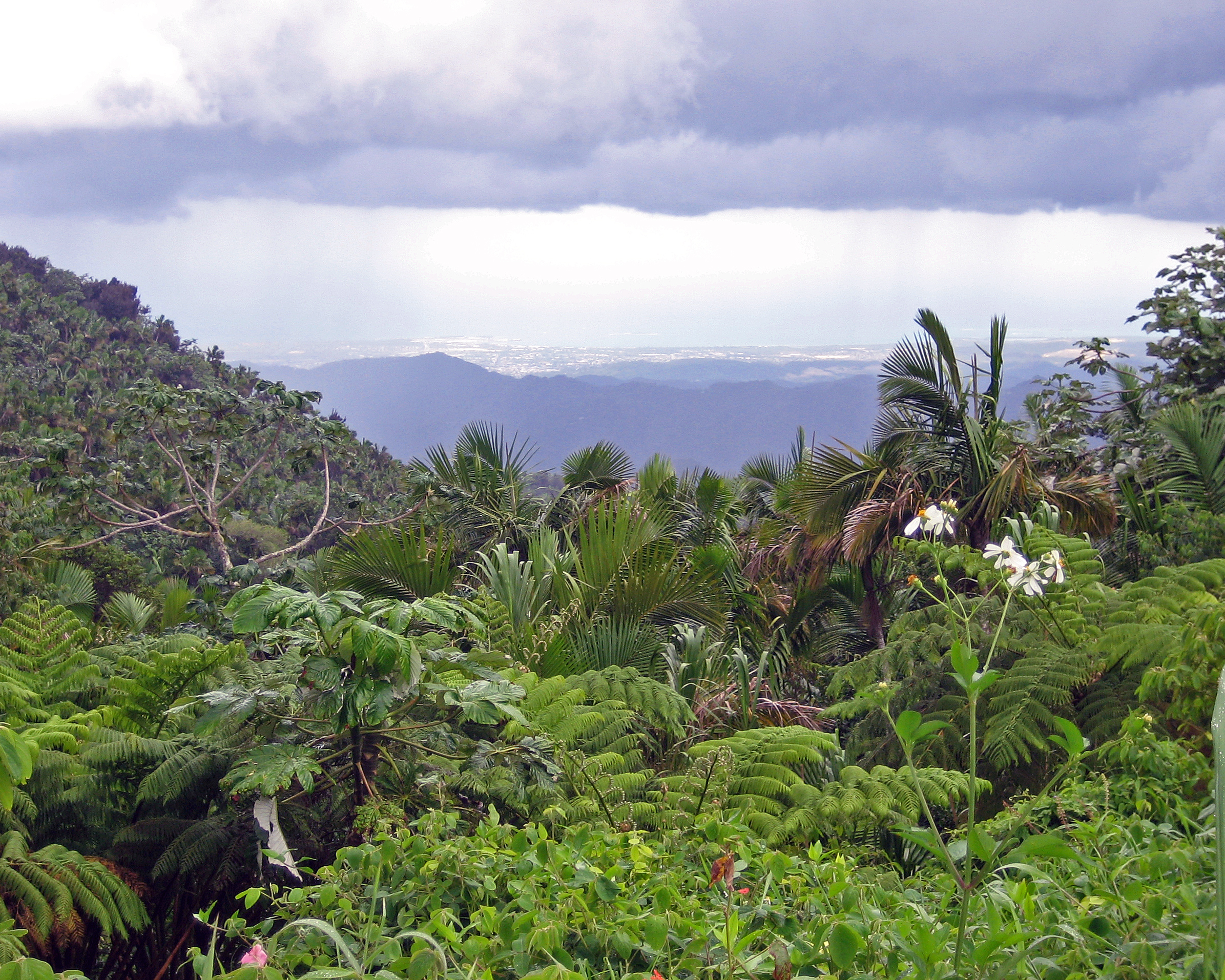
Ponce, vist des de les muntanyes del municipi de Jayuya.
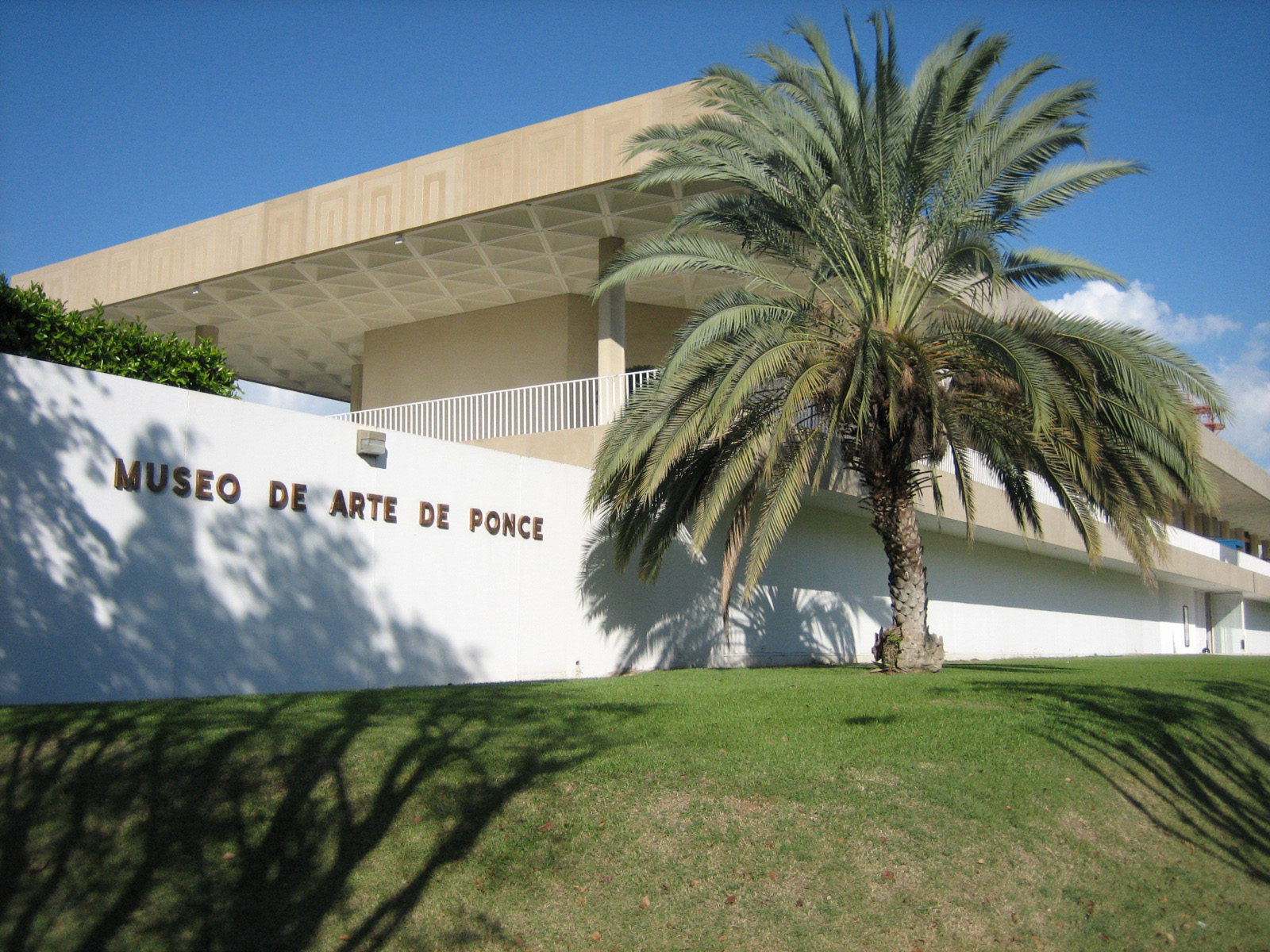
Museu d'Art de Ponce